# دهستان خیر
خیر، دهستانی از توابع بخش رونیز شهرستان استهبان در استان فارس است.

## رتبه در استان
دهستان خیر با جمعیت ۱۱۳۵۲ نفر از «۱۵ بخش» استان فارس طبق سرشماری نفوس و مسکن سال ۹۵ جمعیت بیشتری دارد و باید به بخش ارتقا یاید.
| ردیف | بخش                  | شهرستان          | جمعیت سال ۱۳۹۵ |
| ---- | -------------------- | ---------------- | -------------- |
| ۱    | بخش ماهورمیلاتی      | شهرستان ممسنی    | ۵،۲۹۷          |
| ۲    | بخش پاسارگاد         | شهرستان پاسارگاد | ۶،۱۶۱          |
| ۳    | بخش باغ صفا          | شهرستان سرچهان   | ۶،۵۷۶          |
| ۴    | بخش رحمت آباد        | شهرستان زرقان    | ۶٬۶۹۷          |
| ۵    | بخش چاه ورز          | شهرستان لامرد    | ۷،۰۱۰          |
| ۶    | بخش ارد              | شهرستان گراش     | ۷،۰۲۹          |
| ۷    | بخش جوزار            | شهرستان ممسنی    | ۷،۰۳۷          |
| ۸    | بخش دهرم             | شهرستان فراشبند  | ۸،۹۴۷          |
| ۹    | بخش دشمن زیاری       | شهرستان ممسنی    | ۹،۳۲۶          |
| ۱۰   | بخش بانش             | شهرستان بیضا     | ۹،۳۹۷          |
| ۱۱   | بخش محمله            | شهرستان خنج      | ۹،۶۲۵          |
| ۱۲   | بخش نوبندگان         | شهرستان فسا      | ۱۰،۳۶۱         |
| ۱۳   | بخش مزایجان          | شهرستان بوانات   | ۱۰،۵۹۱         |
| ۱۴   | بخش حنا              | شهرستان بختگان   | ۱۱،۱۵۶         |
| ۱۵   | بخش کنارتخته و کمارج | شهرستان کازرون   | ۱۱،۲۷۳         |

## جمعیت
براساس سرشماری سال ۱۳۹۵ جمعیت آن ۱۱،۳۵۲ نفر (۴۳۳۵ خانوار) بوده‌است.